# قعيطة الوادي (تعز)
قعيطة الوادي هي إحدى قرى الجمهورية اليمنية. تتبع جغرافيا لمحافظة تعز وإداريًا لمديرية المعافر. ومن أشهر قبائلها بني مُسلّم القعيطي(البريعي) الذي يقطنون دار اللكمة قرية الملكة البقرين والوادي الأسفل وجوارهما. 
ويوجد قسم اخر للقبيله 
هم 
قعيطة الجبل الذي يقطنون منطقة المشاوله 
يبلغ تعداد سكانها 3052 نسمة حسب الإحصاء الذي أجري عام 2004.